# NGC 2182
NGC 2182 is een reflectienevel in het sterrenbeeld Eenhoorn. Het hemelobject werd op 24 februari 1786 ontdekt door de Duits-Britse astronoom William Herschel.

## Synoniemen
- LBN 998